# Hannu Soikkanen
Hannu Veli Soikkanen, född den 4 augusti 1930 i Sippola, död den 9 maj 2020 i Helsingfors, var en finsk historiker. 
Soikkanen blev filosofie doktor 1965. Han var 1962–1966 docent i Finlands historia vid Åbo universitet, 1967–1976 docent i ekonomisk och social historia och 1976–1993 personlig e.o. professor i socialhistoria vid Helsingfors universitet. År 1985 utnämndes han till ledamot av Finska Vetenskapsakademien.
Soikkanen följde i Juhani Paasivirtas fotspår med avseende på socialhistoria och med fokus för intresset på arbetarrörelsen, och publicerade en avhandling den finska socialismens genombrott, som placerade arbetarrörelsen i händelsernas centrum. Han bedrev även forskningar i socialdemokratiska partiets historia fram till 1952 samt den kommunala självstyrelsens historia i Finland.